# Berengaria van Barcelona
Berengaria van Barcelona ook bekend als Berenguela (Barcelona, 1108 - Palencia, februari 1149) was van 1128 tot 1149 koningin-gemalin van Castilië en León.

## Levensloop
Ze was de dochter van graaf Raymond Berengarius III van Barcelona en diens derde vrouw gravin Dulcia I van Provence. In de geschriften van die tijd wordt ze beschreven als slim, moedig en mooi. In 1128 huwde ze met koning Alfons VII van León en Castilië, een huwelijk dat met pracht en praal gevierd werd. Ze kregen volgende kinderen:
- Sancho III (1134-1158), van 1157 tot 1158 koning van Castilië.
- Ramón (1131-1151)
- Sancha (1137-1179), huwde met Sancho VI van Navarra.
- Ferdinand II (1137-1188), van 1157 tot 1188 koning van León.
- Constance (1138-1160), huwde met Lodewijk VII van Frankrijk
- García (1142-1146)
- Alfons (circa 1144/1146-voor 1149)

Berengaria had als koningin-gemalin een zeer grote invloed en ze bemoeide zich zelfs met politieke aangelegenheden. Toen graaf Gonzalo Peláez tegen Alfons VII in opstand kwam, zorgde Berengaria ervoor dat haar gemaal en de opstandige graaf zich verzoenden. Ook zou ze in 1139 Toledo verdedigd hebben tegen het leger van de islamitische Almoraviden. Omdat ze geen roem zouden verwerven als ze tegen een vrouw zouden vechten, dropen de legers af. 
Toen het Castilische leger in 1143 de hoofden van twee onthoofde aanvoerders van de Moren als oorlogstrofee op de spitsen van de torens van het fort Alcázar van Toledo wilden zetten, liet Berengaria de hoofden weghalen en gebalsemd naar de weduwen van de aanvoerders sturen. Ook werkte ze mee aan het huwelijk dat koning García IV van Navarra wilde sluiten met zijn minnares.
Berengaria stierf in februari 1149. Ze werd begraven in de kathedraal van Santiago de Compostella.